# Яр Боровков
Яр Боровков — овраг и река в России, протекает по Новооскольскому району Белгородской области. Правый приток Оскола.

## География
Река берёт начало у хутора Шевцов. Течёт на северо-восток мимо села Боровки. Устье реки находится у села Слоновка в 293 км от устья Оскола. Длина реки составляет 11 км, площадь водосборного бассейна — 34,7 км².

## Данные водного реестра
По данным государственного водного реестра России относится к Донскому бассейновому округу, водохозяйственный участок реки — Оскол ниже Старооскольского гидроузла до границы РФ с Украиной, речной подбассейн реки — Северский Донец (российская часть бассейна). Речной бассейн реки — Дон (российская часть бассейна).
Код объекта в государственном водном реестре — 05010400312107000011974.